# Michael Schwerner
Michael Schwerner (Pelham, Nueva York; 6 de noviembre de 1939 - Filadelfia, Misisipi; 21 de junio de 1964) fue un activista de derechos civiles y trabajador social estadounidense que fue asesinado en 1964.
En 2014 se le concedió póstumamente la Medalla Presidencial de la Libertad.

## Primeros años
Schwerner provenía de una familia judía y en su juventud asistió a la Pelham Memorial High School en Pelham, Nueva York. Sus amigos y colegas lo apodaron 'Mickey'. Su madre era profesora de ciencias en la escuela secundaria de New Rochelle y su padre era un hombre de negocios. Posteriormente, Schwerner asistió a la Universidad Estatal de Míchigan y quiso convertirse en veterinario.
Sin embargo él fue luego a la Universidad Cornell, donde comenzó a estudiar sociología. Se unió allí a la fraternidad Alpha Epsilon Pi. Posteriormente fue a la Universidad de Columbia.
Cuando era niño, Schwerner fue amigo de Robert Reich, quien más tarde se convirtió en Secretario de Trabajo de Estados Unidos.

## Activista
Schwerner dirigió un grupo del Congreso de Igualdad Racial en el Lower East Side en Manhattan. En 1963, participó en Maryland en una protesta en el parque de atracciones Gwynn Oak para poner fin a la segregación racial. La situación en los estados del sur en Estados Unidos llevó a que Schwerner quisiese trabajar con su esposa Rita en la sección de Misisipi del National CORE. Allí trabajó con Dave Dennis, el director de CORE de Misisipi.
En verano de 1964, Schwerner participó en la campaña de derechos civiles Verano de la Libertad, que tenía como objetivo registrar a los estadounidenses negros en Misisipi como votantes, un esfuerzo que fue enormemente obstaculizado en ese momento por las autoridades locales racistas de los estados del sur de Estados Unidos.

## Asesinato
En la mañana del 21 de junio de 1964, Schwerner partió con los activistas Andrew Goodman y James Earl Chaney para ir a una iglesia que había sido incendiada por motivos racistas. En el camino hacia ese lugar, partidarios de los Caballeros Blancos del Ku Klux Klan los detuvieron y dispararon luego primero a Schwerner, luego a Goodman y finalmente a Chaney. Posteriormente sus cuerpos fueron enterrados en un montículo de tierra.
Los agentes del FBI lograron resolver el caso, pero los victimarios no fueron acusados por asesinato por el estado de Misisipi. Por lo tanto solo fueron acusados en un juzgado federal por conspiración de violar derechos civiles. Como consecuancia solo recibieron sentencias de prisión leves, de 3 a 10 años, mientras que nadie estuvo en la cárcel por ello por más de 6 años. Uno de los autores, Edgar Ray Killen, fue inicialmente absuelto en 1967, pero el estado de Misisipi lo juzgó más tarde por asesinato en enero de 2005. Fue condenado el 21 de junio de 2005 y aunque no fue condenado por asesinato él fue condenado por tres cargos de homicidio. Recibió un total de 60 años de cárcel por esos tres cargos. Sin embargo, él fue aún así liberado. Aún así la condena en su contra fue confirmada por el tribunal más alto de Misisipi en 2007. Posteriormente Killen fue encerrado y murió luego en 2018 en la Penitenciaría Estatal de Misisipi.
El asesinato de los tres activistas de derechos civiles y la posterior investigación del FBI sirvieron de base para hacer la película estadounidense Mississippi Burning (1988).

## Honores
- En 2008, su ciudad natal, Pelham (Nueva York, Town), rebautizó una sección de Harmon Avenue como “Michael Schwerner Way”.[7]
- En 2014, Barack Obama otorgó póstumamente a Schwerner, Goodman y Chaney la Medalla Presidencial de la Libertad.[8]